# Goichi Ishitani
Goichi Ishitani (石谷 吾一 Ishitani Goichi?), född 6 juli 1979 i Kagoshima prefektur, är en japansk före detta fotbollsspelare.
Ishitani började sin karriär 2000 i Sagan Tosu. 2002 flyttade han till Alouette Kumamoto. Han avslutade karriären 2002.